# 483
483 је била проста година.

## Догађаји
- Византијски генерал Илус (магистер офицорум) и Елија Верина (удовица покојног цара Лава I) покушавају да збаце цара Зенона и поставе другог генерала по имену Леонтије на престо.
- Остроготи добијају статус федерата; контролишу велики део Македоније и Тракије (Балкан).
- 10. март – Папа Симплиције умире у Риму после 15-годишњег епискооства, а наследио га је папа Феликс III као 48. римски епископ; Рим је у међувремену 10 дана без папе. Феликс III је удовац са двоје деце.